# Oldřich Pelčák
Oldřich Pelčák (Csehszlovákia, Zlín, 1943. november 2. – 2023. október 7.) cseh mérnök, űrhajós.

## Életpálya
1976-ban űrhajóskiképzésben részesült. 1978-ban az Interkozmosz-program keretében Vladimír Remek űrhajós tartaléka volt. Az első kiképzett űrhajósok egyike, akik nem szovjetek vagy amerikaiak voltak.

## Űrrepülések
- 1978. március 2. – 1978. március 10. között az Interkozmosz-program keretében a Szojuz–28 tartalék kutatópilóta.